# Dizajn nuklearnog oružja
Dizajni nuklearnog oružja su fizički, hemijski i inženjerski aranžmani koji uzrokuju detonaciju fizičkog paketa nuklearnog oružja. Postoje tri osnovna tipa dizajna:
- Oružje sa čistom fisijom je najjednostavnije i najmanje tehnički zahtevno. Ono je bilo prvo nuklearno oružje napravljeno i do sada jedini tip ikada korišćen u ratu, od strane Sjedinjenih Država protiv Japana u Drugom svetskom ratu
- pojačana fisiona oružja povećavaju prinos iznad implozijskog dizajna, koristeći male količine fuzionog goriva za poboljšanje lančane reakcije fisije. Pojačavanje može više nego udvostručiti prinos energije fisije oružja.
- višestepeno termonuklearno oružje su aranžmani od dva ili više „stepena“, najčešće dva. Prva faza je obično pojačano fisiono oružje kao gore (osim najranijeg termonuklearnog oružja, koje je umesto toga koristilo čisto fisiono oružje). Njegova detonacija uzrokuje da ono intenzivno zrači rendgenskim zračenjem, koje osvetljava i implodira drugi stepen ispunjen velikom količinom fuzionog goriva. Ovo pokreće niz događaja koji rezultira termonuklearnim ili fuzionim sagorevanjem. Ovaj proces pruža potencijalne prinose koji su stotine puta veći od fisionog oružja.[2]

Oružje sa čistom fisijom je prvi tip koji su napravile nove nuklearne sile. Velike industrijske države sa dobro razvijenim nuklearnim arsenalima imaju dvostepeno termonuklearno oružje, koje je najkompaktnija, najskalabilnija i najisplativija opcija, kada se izgradi neophodna tehnička baza i industrijska infrastruktura.
Većina poznatih inovacija u dizajnu nuklearnog oružja nastala je u Sjedinjenim Državama, mada su neke kasnije samostalno razvile druge države.
U ranim izveštajima, oružje sa čistom fisijom se zvalo atomske bombe ili A-bombe, a oružje koje uključuje fuziju nazivalo se vodoničnim bombama ili H-bombama. Međutim, praktičari nuklearne politike favorizuju termine nuklearni i termonuklearni.

## Literatura
- Cohen, Sam, The Truth About the Neutron Bomb: The Inventor of the Bomb Speaks Out, William Morrow & Co., 1983
- Coster-Mullen, John, "Atom Bombs: The Top Secret Inside Story of Little Boy and Fat Man", Self-Published, 2011
- Glasstone, Samuel and Dolan, Philip J., editors, The Effects of Nuclear Weapons (third edition) Архивирано 2016-03-03 на сајту  (PDF), U.S. Government Printing Office, 1977.
- Grace, S. Charles, Nuclear Weapons: Principles, Effects and Survivability (Land Warfare: Brassey's New Battlefield Weapons Systems and Technology, vol 10)
- Hansen, Chuck, "Swords of Armageddon: U.S. Nuclear Weapons Development since 1945 Архивирано 2016-12-30 на сајту " (CD-ROM & download available). PDF. 2,600 pages, Sunnyvale, California, Chucklea Publications, 1995, 2007.  978-0-9791915-0-3 (2nd Ed.)
- The Effects of Nuclear War Архивирано 2015-04-18 на сајту , Office of Technology Assessment (May 1979).
- Rhodes, Richard. The Making of the Atomic Bomb. Simon and Schuster, New York, (1986  978-0-684-81378-3)
- Rhodes, Richard. Dark Sun: The Making of the Hydrogen Bomb. Simon and Schuster, New York, (1995  978-0-684-82414-7)
- Smyth, Henry DeWolf, Atomic Energy for Military Purposes Архивирано 2017-04-21 на сајту , Princeton University Press, 1945. (see: Smyth Report)

## Spoljašnje veze
- Carey Sublette's Nuclear Weapon Archive is a reliable source of information and has links to other sources.
  - Nuclear Weapons Frequently Asked Questions: Section 4.0 Engineering and Design of Nuclear Weapons
- The Federation of American Scientists provides solid information on weapons of mass destruction, including nuclear weapons and their effects
- More information on the design of two-stage fusion bombs
- Militarily Critical Technologies List (MCTL), Part II (1998) (PDF) from the US Department of Defense at the Federation of American Scientists website.
- "Restricted Data Declassification Decisions from 1946 until Present", Department of Energy report series published from 1994 until January 2001 which lists all known declassification actions and their dates. Hosted by Federation of American Scientists.
- The Holocaust Bomb: A Question of Time is an update of the 1979 court case USA v. The Progressive, with links to supporting documents on nuclear weapon design.
- Annotated bibliography on nuclear weapons design from the Alsos Digital Library for Nuclear Issues
- The Woodrow Wilson Center's Nuclear Proliferation International History Project or NPIHP is a global network of individuals and institutions engaged in the study of international nuclear history through archival documents, oral history interviews and other empirical sources.